# دراجان ميتشانوفيتش
دراجان ميتشانوفيتش (بالصربية: Драган Мићановић)‏ ؛ من مواليد 30 سبتمبر 1970) ممثل صربي. 

## حياته الشخصية
كان ميتشانوفيتش متزوجًا من الممثلة الصربية آنا سوفرينوفيتش ولديهما ابنتان، إيفا ولينا. عاشت العائلة في لندن. انفصل الثنائي في نوفمبر 2011.

## روابط خارجية
- دراجان ميتشانوفيتش على موقع IMDb (الإنجليزية)
- دراجان ميتشانوفيتش على موقع ألو سيني (الفرنسية)
- دراجان ميتشانوفيتش على موقع أول موفي (الإنجليزية)
- دراجان ميتشانوفيتش على موقع قاعدة بيانات الأفلام السويدية (السويدية)
- دراجان ميتشانوفيتش على موقع قاعدة بيانات الفيلم (الإنجليزية)
- دراجان ميتشانوفيتش على موقع كينوبويسك (الروسية)